# Gliese 2
Gliese 2 (BD +44°4548, HIP 428) ist ein Roter Zwergstern im Sternbild Andromeda am nördlichen Sternenhimmel. Er ist mit 36,7 Lichtjahren Abstand – etwa die gleiche Entfernung wie der Orange Riese Arktur – einer der sonnennahen Sterne. Er ist mit einer scheinbaren Helligkeit von 9,97 mag zu lichtschwach, um ohne ein Teleskop beobachtet werden zu können.

## Astrometrie

### Galaktische Umlaufbahn
Gliese 2 umrundet das Zentrum der Milchstraße in einer Entfernung, die zwischen 5969 bis 7922 pc variiert, mit einer Exzentrizität von 0,141 (Große Bahnhalbachse 6946 pc (22.655 LJ)). Die aktuelle Entfernung zum galaktischen Zentrum beträgt 7405 pc (24.152 LJ), die Umlaufgeschwindigkeit relativ zur Sonne 48,1 km/s.
Seine von der Erde aus beobachtbare Eigenbewegung am Himmel beträgt jährlich 0,87″ (Bogensekunden). Die Radialgeschwindigkeit wird mit zwischen 0,39 und 1,22 angegeben.

### Entfernung
Die präziseste Messung der Parallaxe von 86,98 ± 1,41 mas gelang bislang durch Hipparcos. Gewöhnlich wird in der Regel dennoch der aktuellere, beinah gleich präzise, doch höhere und wahrscheinlich korrektere Wert 88,88 ± 1,42 mas verwendet. Dieser ergibt eine Distanz des Sterns zur Erde von 36,696 Lichtjahren (2’320’700 AE).
Bestimmung der Entfernung für Gliese 2
| Jahr | Quelle         | Parallaxe (mas) | Entfernung (pc)     | Entfernung (Lj)      | Entfernung (Pm)     |
| ---- | -------------- | --------------- | ------------------- | -------------------- | ------------------- |
| 1970 | Woolley et al. | 94,00 ± 4,00    | 10,638 +0,47−0,43   | 34,697 +1,54−1,42    | 328,26 +14,59−13,40 |
| 1991 | Gliese–Jahreiß | 87,00 ± 3,80    | 11,49 ++0,52−0,48   | 37,49 +1,71−1,57     | 354,68 +16,20−14,84 |
| 1997 | Hipparcos      | 86,98 ± 1,41    | 11,497 +0,19−0,18   | 37,498 +0,61−0,60    | 354,76 +5,85−5,66   |
| 1997 | Tycho          | 64,10 ± 27,9    | 15,601 ++12,02−0,73 | 50,882 +339,22−15,43 | 481,38 +371−146     |
| 2007 | van Leeuwen    | 88,88 ± 1,42    | 11,251 ± 0,18       | 36,696 +0,6−0,58     | 347,17 +5,64−5,46   |
| 2018 | Gaia DR2       | 86,96 ± 0,04    | 11,50 ± 0,01        | 37,49 ± 0,02         | 354,64 ± 0,16       |

Nicht trigonometrische Entfernungsbestimmungen sind kursiv markiert. Die präziseste Bestimmung ist fett markiert.

## Eigenschaften
Gliese 2 ist ein später Roter Hauptreihenstern. Die Spektralklasse des Sterns wurde von M1.0V bis zu M2.0V bzw. M2.0Ve eingestuft. Damit gehört der Stern zu den eher größeren Objekten der Klasse der Roten Zwerge, die gewöhnlich etwa 40 – 60 % der Sonnenmasse und auch ihres Durchmessers aufweisen. Gliese 2 verfügt über einen Radius von 0,618 Sonnenradien, entsprechend etwa 860’000 km im Durchmesser. Die Metallizität ist demgegenüber mit −0,018 [Fe/H] im Vergleich zur Sonne deutlich vermindert. Die Oberflächentemperatur beträgt 3’484 K, entsprechend 3’211 °C. Der Stern dreht sich in 11,5 Tagen einmal um sich selbst.

## Zugehörigkeit zum ADS 48-System
Gliese 2 ("ADS 48 F") bildet als Einzelstern eigentlich kein System. Das als ADS 48 bezeichnete System aus (offiziell) sieben Sternen besteht im engeren Sinn nur aus dem Doppelsternsystem Gliese 4 A und B, einem Orangen und einem Roten Zwergstern, die sich in einer nahen Umlaufbahn umkreisen. Der westlich vom System gelegene Gliese 2, der unserer Sonne knapp 0,2 Lichtjahre (rund 11’500 AE) näher ist, gehört im weiteren Sinne dadurch dazu, dass er über eine vergleichbare Eigenbewegung und Distanz zum Sonnensystem verfügt. Er ist jüngeren Messungen zufolge gravitativ jedoch nicht an das Gliese 4-System gebunden. Die galaktische Bahn von Gliese 2 ist leicht langsamer und elliptischer gegenüber der Bahn des Doppelsystems. Der bei den Messungen ermittelte Winkelabstand von 328 Bogensekunden entspricht bei dieser heliozentrischen Distanz einer Entfernung von 3706 Astronomischen Einheiten zum Doppelsystem.
Bei den anderen Komponenten des ADS 48-Systems handelt es sich um Hintergrundsterne, die in keinerlei Verbindung zu den oben genannten drei Sternen stehen. Die Entfernungen dieser Sterne sind bislang unbekannt, daher beruhen die Werte für die gemessene visuellen Helligkeiten auf einer angenommenen gleich großen heliozentrischen Distanz zum Gliese 4-System. Bei ADS 48 "C" handelt es sich selbst um ein Doppelsystem zweier sich nahe stehender Sterne, die sich in ähnlicher Distanz wie die beiden Gliese 4-Sterne umkreisen. Die Komponenten "D", "E" und "P", wovon "P" optisch am nächsten zum Gliese 4-System steht, sind Einzelsterne. Das ADS 48-System wird auch als STT 547 bezeichnet (allerdings unter Ausschluss von "P").
Im Washington Doppelstern-Katalog sind zusätzlich die Komponenten "G", "Q", "X" und "Y" aufgeführt, in weiteren Quellen kommt noch eine "R"-Komponente hinzu. Somit müsste das ganze System aus insgesamt 13 Einzelsternen bestehen.
| Name                     | Andere Bezeichnung                        | Spektral- klasse | Koordinaten                     | Winkel- abstand as | Radial- geschw. km/s | Eigen- bew. RA mas/s | Eigen- bew. DA mas/s | Scheinb. Helligk. mag |
| ------------------------ | ----------------------------------------- | ---------------- | ------------------------------- | ------------------ | -------------------- | -------------------- | -------------------- | --------------------- |
| ADS 48 A Gliese 4 A      | WDS J00057+4549 A 2MASS J00054091+4548435 | K6.0V            | 00h 05m 41,013s +45° 48′ 43,49″ | 0,00               | 3,50                 | 887,48               | −152,02              | 8,83                  |
| ADS 48 B Gliese 4 B      | WDS J00057+4549 B 2MASS J00054090+4548374 | M0.5V            | 00h 05m 40,342s +45° 48′ 38,73″ | 6,00 (2013)        | 1,90                 | 887,48               | −152,02              | 9,00                  |
| ADS 48 Ca STT 547 C      | WDS J00057+4549 Ca GSC 03246-01561        | ?                | 00h 05m 40,342s +45° 48′ 38,73″ | 113,40 (2012)      |                      | 0,00                 | 0,00                 | 13,71                 |
| ADS 48 Cb STT 547 C      | WDS J00057+4549 Cb GSC 03246-01561        | ?                | 00h 05m 40,342s +45° 48′ 38,73″ | 113,40 (2012)      |                      | 0,00                 | 0,00                 | 14,90                 |
| ADS 48 D GSC+03246-01146 | WDS J00057+4549 D 2MASS J00053425+4547303 | ?                | 00h 05m 34,248s +45° 47′ 30,27″ | 108,40 (2012)      |                      | 2,90                 | −0,20                | 12,53                 |
| ADS 48 E GSC+03246-01100 | WDS J00057+4549 E 2MASS J00054081+4549374 | ?                | 00h 05m 40,819s +45° 49′ 37,42″ | 57,50 (2013)       |                      | 8,00                 | −8,90                | 11,68                 |
| ADS 48 F Gliese 2        | WDS J00057+4549 F 2MASS J00051079+4547116 | M2.0Ve           | 00h 05m 10,889s +45° 47′ 11,65″ | 327,90 (2007)      | −0,39                | 870,19               | −150,45              | 9,97                  |
| ADS 48 P POP 217 P       | WDS J00057+4549 P GSC+03246-00320         | ?                | 00h 05m 41,432s +45° 48′ 52,44″ | 13,10 (2013)       |                      | 0,10                 | 3,90                 | 13,00                 |